# Abito nuziale di Grace Kelly
L'abito nuziale di Grace Kelly fu indossato da Grace Kelly il giorno del suo matrimonio con il principe sovrano Ranieri III di Monaco avvenuto il 19 aprile 1956 a Monaco presso la Cattedrale dell'Immacolata Concezione di Monaco. Il vestito è citato come uno dei più eleganti e più memorabili abiti da sposa di tutti i tempi, ed è uno dei più pregiati capolavori di sartoria  mai realizzati ad oggi dalla metà del ventesimo secolo. Un autore descrisse l'abito come un'aggiunta al fervore coniugale ed un'elevazione della moda matrimoniale ed esercitò una grande influenza sulle donne, che da sempre si sforzano di emulare l'abito della principessa Grace Kelly. L'abito fu disegnato da Helen Rose della MGM. Esso consisteva di una parte superiore con un sotto-corpetto aderente ed un supporto per l'ampia gonna stile anni '50. Ad esso erano poi collegate due gonne sovrapposte. La mise di Grace Kelly era accompagnata anche da un copricapo, il velo, le scarpe, i pizzi di decoro, le perle e soprattutto il libro delle preghiere che lei portava con sé lungo il corridoio all'ingresso in chiesa. Per festeggiare il cinquantesimo anniversario del matrimonio principesco, il Philadelphia Museum of Art, che attualmente possiede il suo vestito, ha esposto l'abito nelle sale del museo dal 1º aprile al 21 maggio 2006, riconoscendo che forse quella mostra era stata la più visitata.
Dopo oltre 50 anni, il vestito di nozze è ancora molto importante; infatti l'abito nuziale di Kate Middleton indossato nel 2011 è dichiaratamente ispirato a quello della principessa Grace Kelly.

## Design
Il matrimonio monegasco di Grace Kelly di Monaco prevedeva due fasi distinte: la prima era il matrimonio civile e la seconda il matrimonio religioso, che si svolse nei giorni successivi. Grace Kelly fu assistita ed accompagnata il giorno delle nozze da Helen Rose, la stilista che aveva realizzato l'abito ed era la costumista degli studios della Metro-Goldwyn-Mayer, così come fu esteticamente seguita per l'occasione da Virginia Darcy, la parrucchiera personale della MGM. L'abito nuziale fu quindi donato a Grace Kelly dagli studi MGM.

## Impatto mediatico
L'abito di Grace Kelly con il principe sovrano Ranieri III di Monaco fu descritto e giudicato dai mass media del tempo come serenamente regale. Ma, mentre un giornalista osservò che era un abito affascinante, anche se non superbo, l'opinione pubblica giudicò invece l'abito magnifico. Portando avanti l'idea sartoriale di forte rivalità fra la moda europea e la moda statunitense e il Monaco, il The New York Times definì questo vestito di nozze come "il più amabile esempio di prodotto americano". In un articolo simile, pubblicato da un altro giornalista, invece, lo strascico dell'abito nuziale di circa un metro venne descritto come "un fiume di panna montata che scorre sul tappeto rosso.
L'abito da sposa di Grace Kelly è ritornato quindi agli onori della cronaca nel 2011, per l'impressionante somiglianza con l'abito di Kate Middleton per le sue nozze con William, principe di Galles. L'accennata scollatura a "V" e le pregevoli maniche lunghe e velate, sono in particolar modo definite dagli esperti come particolarmente somiglianti all'abito elegante e di classe della principessa.